# Cunhagem (psicologia)

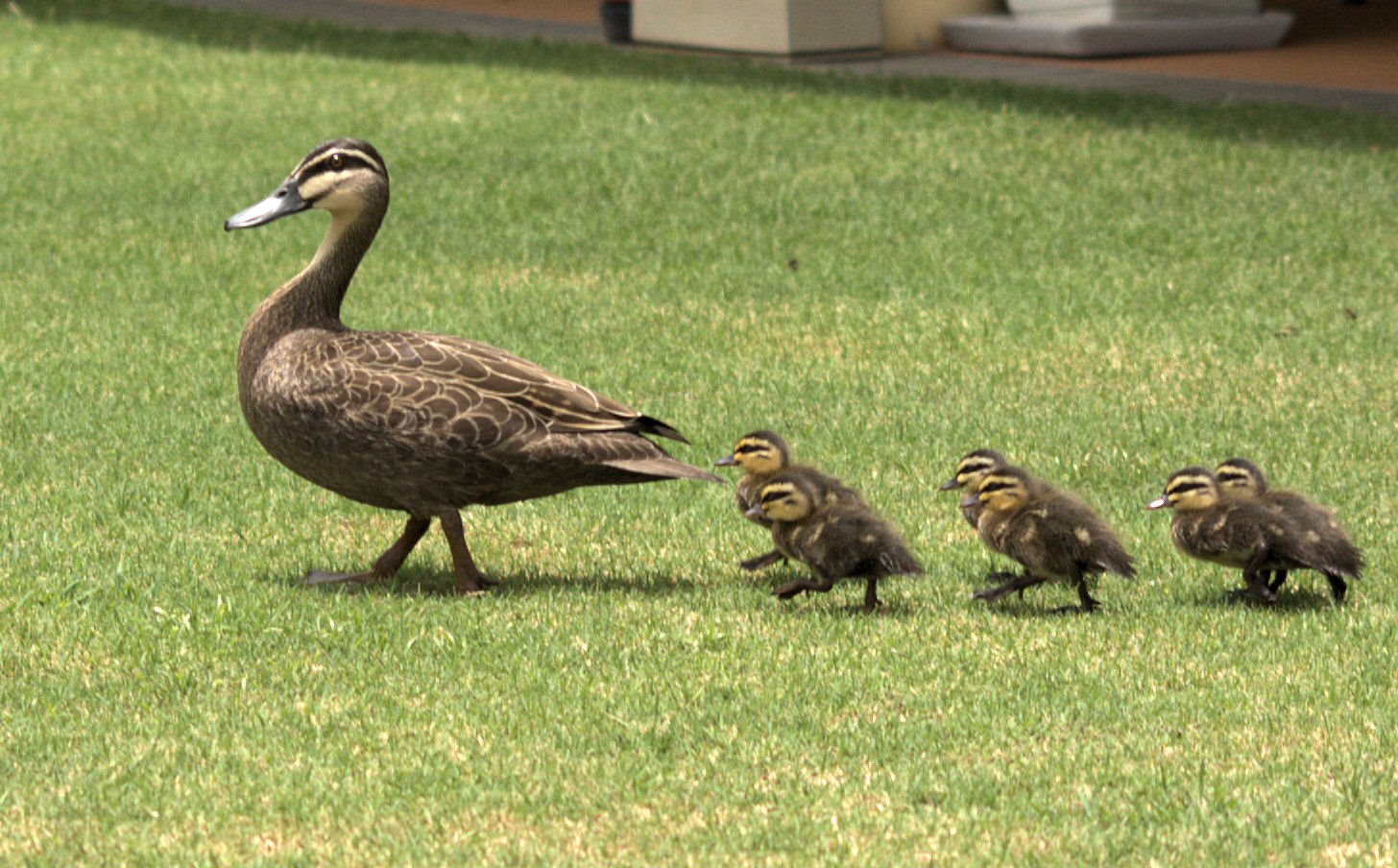
Patinhos seguindo a mãe

Cunhagem, Imprinting ou Estampagem, em Psicologia, é uma resposta de comportamento adquirida no início da vida, não reversível e normalmente provocada por uma certa situação ou estímulo que a desencadeia. O conceito foi desenvolvido por Konrad Lorenz ao observar aves.
A forma mais conhecida de cunhagem é a "cunhagem filial", em que um animal jovem adquire várias de suas características comportamentais de seu pai ou mãe. É mais óbvio em aves nidifugas (aquelas que deixam o ninho logo após a eclosão), que se cunham aos moldes de seus pais e, em seguida, os segue.

## Origem do termo
A palavra "imprinting" deriva do Inglês "imprint" (marca), mas foi o zoólogo, etólogo e ornitólogo austríaco, Konrad Zacharias Lorenz, o primeiro pesquisador a sistematizar e estudar o fenômeno da estampagem. Em 1935,Lorenz descreveu como se dava a aprendizagem em gansos, criando a partir destes experimento o termo estampagem. Através de um experimento observacional  com filhotes de gansos e patos recém nascidos, ele documentou que logo após a saída do ovo, os filhotes seguiam de forma instintiva algum objeto em movimento, independentemente de serem ou não seres vivos ou indivíduos da sua espécie.
A princípio, acreditava-se que a Estampagem era apenas Filial, ou seja, limitada aos primeiros dias de vida do animal. Mas foi observado posteriormente o fenômeno de Estampagem Sexual, em que a manutenção desse comportamento ao longo do tempo, exerce até mesmo uma forte influência na determinação de parceiros na vida adulta. Experimento posteriores corroboraram essas observações, e demonstraram que algumas aves são especialmente mais sensíveis a estímulos móveis em relação a outros animais, por exemplo algumas espécies de aves domesticadas, podem  apresentar comportamento de corte diante para com os humanos, ou aves criadas por espécies diferentes têm tendências maiores de cortejar indivíduos da espécie substituta, ao invés de parceiros da sua própria espécie.

## Período Crítico

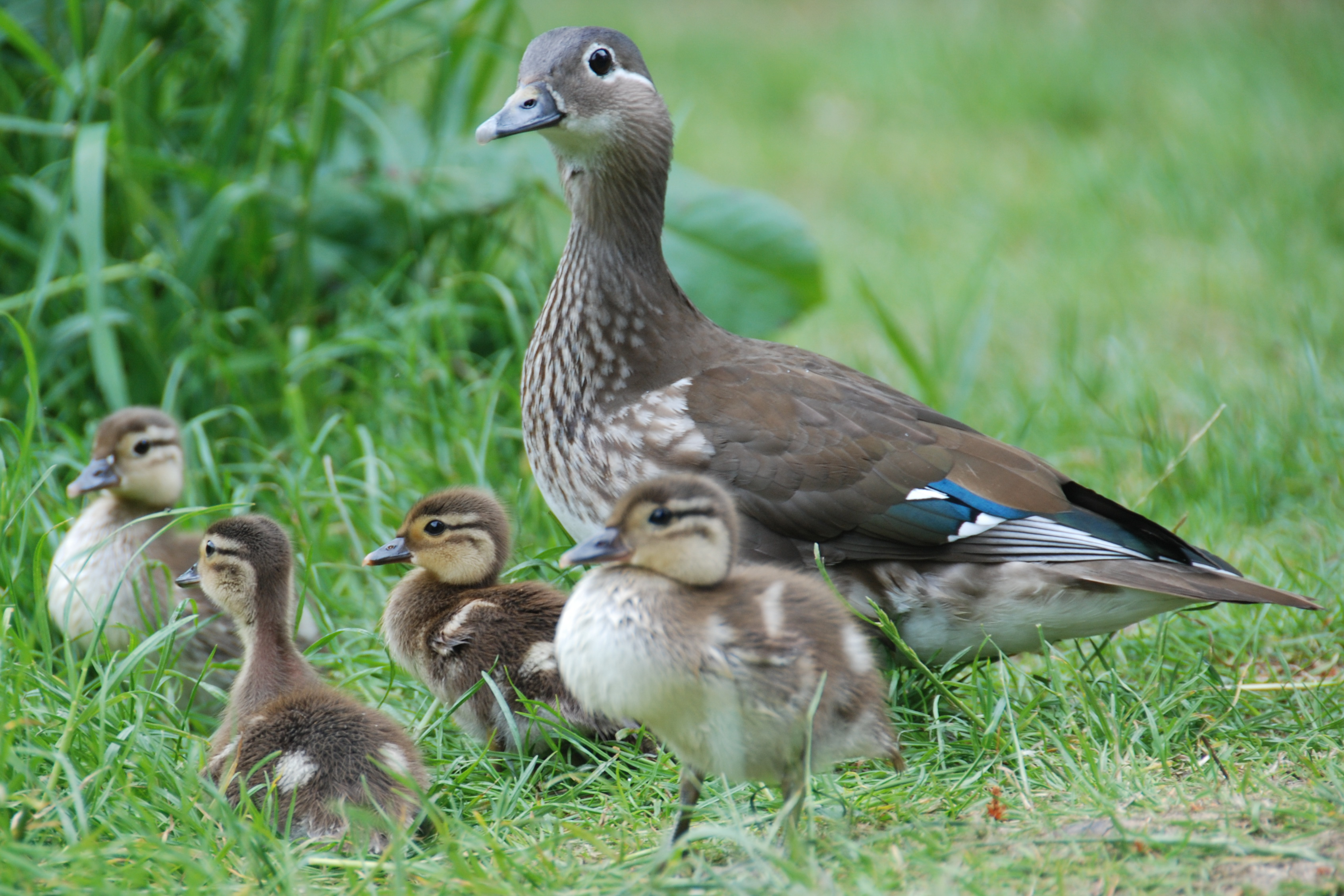
Aix galericulata, conhecido popularmente como Pato-Mandarim, ave do gênero Aix. alt=

Essa etapa da aprendizagem é tão importante para o animal que pode afetar todo o comportamento pelo resto da sua vida. O processo ocorre nos primeiros estágios da vida do animal, podendo ser direcionado de forma filial para um objeto mãe podendo sofrer influência fraterna, além de fatores sociais conforme demonstrado em experimentos por Guiton (1959) , em que filhotes mantidos em isolamento respondem positivamente a um estímulo anterior por um período maior comparado a filhotes mantidos em grupo. Tal estampagem atuaria em uma resposta coesa dos filhotes na identificação do verdadeira mãe. Experimentos de Hampton et al. (1995)  e Bolhuis (1999) demonstram a sensibilidade de aves a fatores como cor, forma, tamanho e movimento, podendo utilizar essas características no reconhecimento da verdadeira mãe. Outro exemplo claro de estampagem, descrito por Alcock (1998), é o canto de tentilhões, uma vez que o aprendizado após o décimo terceiro mês parece não ocorrer mais, sendo este o período sensível à assimilação do comportamento. Também pôde-se observar o efeito da estampagem em filhotes de cachorros e macacos, visto que, quando privados de companhia, eles não têm, de certa forma, vivência nem caráter sociais e acabam mantendo esses comportamentos antissociais durante a vida adulta. O exemplo que mais demonstra esse processo é o que ocorre no período sensível de pintinhos, logo após a saída do ovo. Sem a presença dos pais para aprenderem a aparência visual e os chamados típicos deles, o filhote projeta sua atenção em outro objeto, podendo ser um humano ou até mesmo uma caixa em movimento, e passa a segui-los. Contudo, é importante salientar que a resposta de seguir não é a estampagem, mas, sim, uma maneira de medi-la. 

 
Uma analogia representada pela figura adaptada de título "Analogia do aprendizado", de Bateson, utilizando vagões de trem de passageiros foi apresentada por Bateson (1979) para ilustrar até 3 possibilidades de durações mais amplas de período crítico.  Segundo ele, o animal em desenvolvimento viaja a partir da concepção representado por um trem com múltiplos vagões e janelas, em que cada vagão representa um sistema comportamental do filhote que seria sensível a estímulos externos em determinado estágio de desenvolvimento. A primeira (a) possibilidade leva em conta a abertura das janelas em uníssono de todos os vagões no início da jornada de desenvolvimento; deste modo todos os sistemas comportamentais seriam expostos ao mesmo tempo. Na segunda (b), em divergência, as janelas de cada vagão são abertas em determinados momentos da jornada e fechadas em outras; deste modo, diferentes sistemas comportamentais seriam expostos aos estímulos em diferentes estágios de desenvolvimento. A terceira (c) considera que, uma vez abertas, as janelas permanecem abertas durante todo o período crítico.

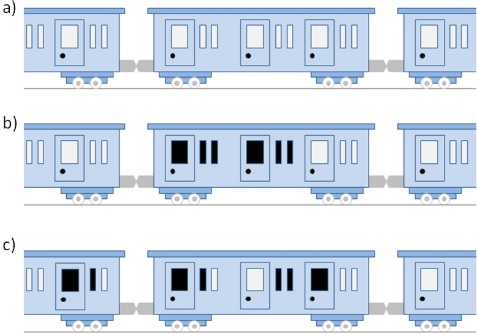
Adaptação da Analogia de aprendizado de Bateson. BATESON, Patrick. How do sensitive periods arise and what are they for? Animal Behaviour, [s.l.], v. 27, p.470-486, maio 1979. Elsevier BV. http://dx.doi.org/10.1016/0003-3472(79)90184-2

O período crítico pode ser desencadeado por fatores internos ou estímulos externos, geralmente decorrendo do desenvolvimento dos sistemas motores e sensoriais do animal. Baterson 1987, postulou duas hipóteses para delimitar o encerramento do período crítico. A primeira hipótese é do controle através do relógio interno do animal independe de sinais externos, enquanto a segunda hipótese é da exclusão competitiva em que há atuação de fatores externos, como por exemplo a imagem da mãe que atua influenciando o desenvolvimento de conexões neurais, respondendo com menos intensidade a outras imagens.

## Estampagem de longo período
Experimento de Schutz (1965) demonstraram que impressões nos períodos iniciais da vida podem refletir em escolhas sexuais na vida adulta. Filhotes de patinhos-reais, Anas platyrhynchos, foram mantidos com pais Gansos. Ao amadurecer, estes patos foram inseridos em uma lagoa com patos e gansos, e foi observado que muitos patos criados com pais adotivos Gansos, tentaram acasalar-se com Gansos.
Ao extrapolar a metodologia de Schutz, é possível imaginar outros possíveis experimentos que poderiam colaborar para a observação do fenômeno da estampagem. Visto que espécies introduzidas em ambientes diferentes de seu nicho comum ainda jovens tendem a aprender características de uma outra espécie, seria interessante pensar em metodologias que explorassem as diferentes áreas em que as características mimetizadas no período crítico persistem no adulto. Neste contexto, a avaliação de hábitos alimentares, comportamento de cortejo, período de sono e agressividade poderia ser comparada com a de animais que não foram introduzidos em outro cenário (estes atuariam como grupo-controle). Como exemplo hipotético, caso um Papagaio-verdadeiro (Amazona aestiva (L.)) jovem seja inserido ao nascer em uma ninhada também recém-nascida de araras-azuis-de-lear (Anodorhynchus leari) e não haja rejeição até o fim do período crítico, as análises comportamentais deste poderiam ser comparadas com um grupo-controle e ver se há diferença e, mediante resultado positivo, verificar se estas alterações são realmente atribuídas a estampagem. Uma forma de se validar os resultados obtidos seria, neste caso, a repetição do experimento nas mesmas condições.

## Estampagem sexual
O estampagem sexual estabelece um tipo de entendimento das espécies para o acasalamento. Ele ocorre por um processo de aprendizado, onde preferências por determinado parceiro são adquiridas em um período crítico, quando o indivíduo é ainda jovem e geralmente usam os pais como modelo. Por exemplo, machos de Mandarins (Taeniopygia guttata) preferem fêmeas com características de sua mãe.
Em seguida, como a estampagem sexual se dá por um processo de aprendizado social, a interação no período crítico afeta o indivíduo por toda sua vida. Em um caso citado por Lorenz (1973), um abetouro macho (Botaurinae spp.) 

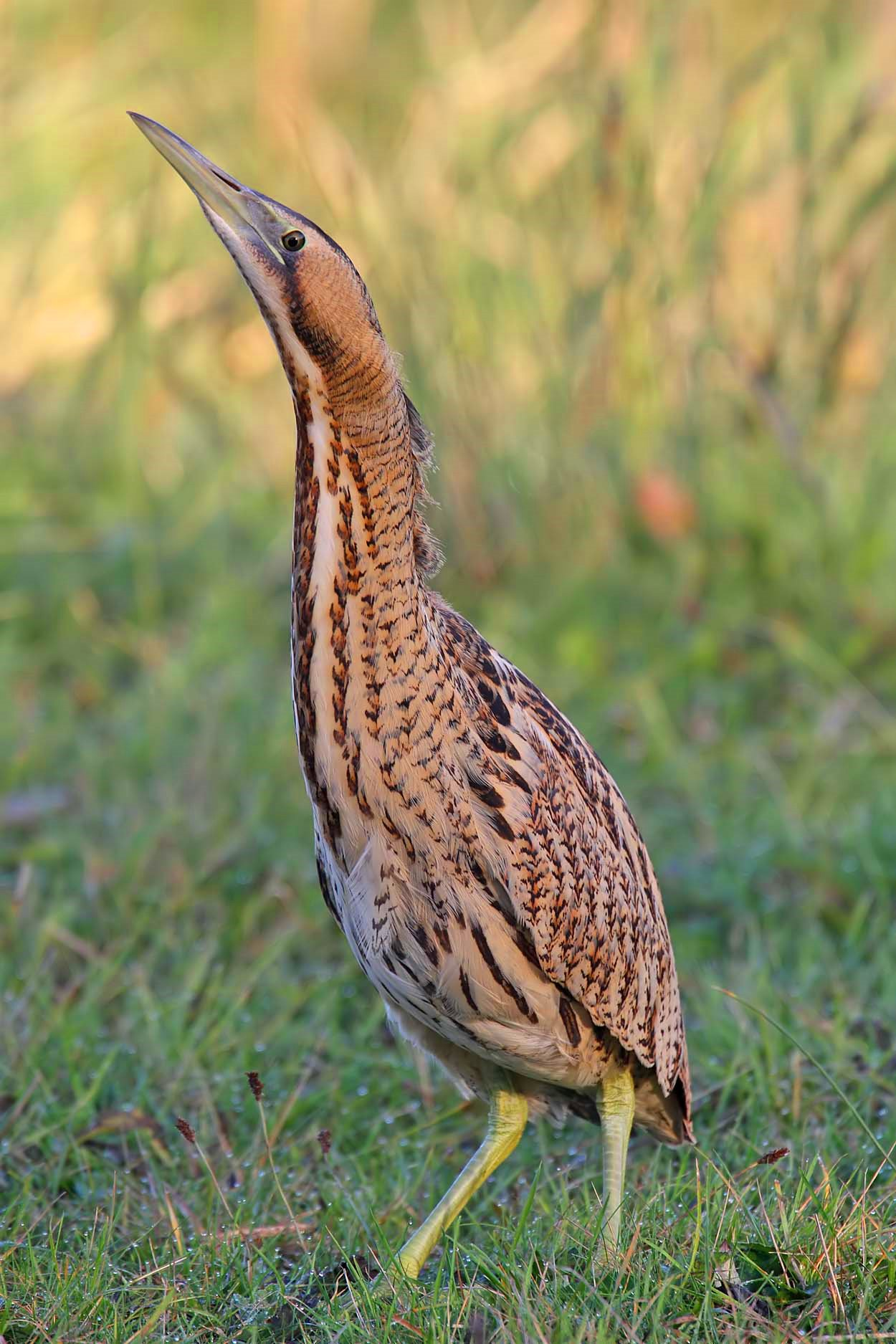
Botaurus stellaris, espécie de ave do gênero Botaurus

 criado por um funcionário de zoológico acasalava-se com a fêmea da mesma espécie normalmente, porém, quando o funcionário se aproximava, o abetouro macho afugentava a fêmea e tentaria trazer o funcionário para chocar os ovos.
Outros experimentos também comprovaram o poder da estampagem sexual, e o reverberamento do aprendizado de escolhas do parceiro durante a vida. Grant e Grant (1997) mostra em seu trabalho que hibridizações entre os tentilhões de galápagos se dão principalmente quando a morfologia/som emitido dos pais do tentilhão hibridizador são semelhantes aos da outra espécie, o que consiste em um importante fator de especiação.

## Significância Adaptativa
Em um ambiente natural, a estampagem é um importante instinto para a sobrevivência de recém-nascidos. É extremamente necessário que o filhote obtenha essa forte ligação com a mãe rapidamente, tendo em vista a grande probabilidade de eventos adversos ocorrerem. Barnard (2003)  dizia que o animal não prevê como sua mãe lhe será apresentada, desse modo as características da mãe devem ser aprendidas rapidamente pelo animal que precisa identificar e focar nas características que julgou pertencer a sua mãe. Bateson (1983), defendeu a função da estampagem pelo estabelecendo um vínculo parental, visando a sobrevivência do filhotes. Bateson  (1978), em experimentos com codornas japonesas, Coturnix japonica, demonstrou a estampagem como importante redutor da endogamia, contribuindo para uma maior variabilidade genética. 

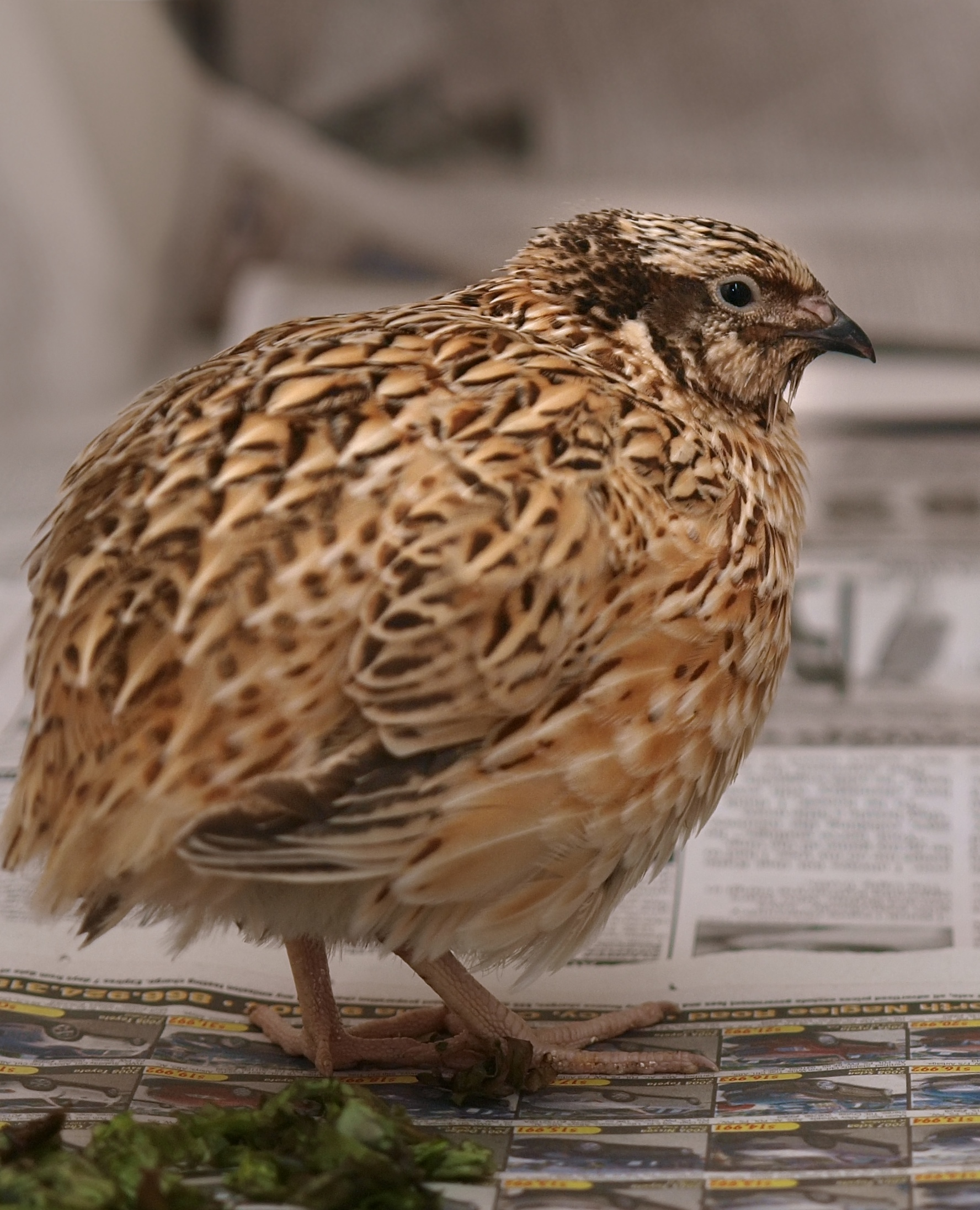
Coturnix japonica, conhecida popularmente como codorna japonesa, espécie de ave do gênero Coturnix

Outra forma de estampagem é a sexual, no qual aves aprendem características e padrões entre seus irmãos de ninhada e projetam essas informações na procura de parceiros sexuais quando adultos. Dessa forma, a estampagem se mostra um exemplo muito importante de interação comportamental inato espécie-específico e propriedades de aprendizagem percentual. Pode-se até mesmo dizer que espécies são geneticamente preparadas para aprender e absorver comportamentos específicos importantes para a sua sobrevivência, e a estampagem é uma fenômeno que permite ilustrar essa característica..

## Importância da Estampagem
A estampagem é um processo que faz parte de uma fase essencial na vida de qualquer animal, é o momento em que ele adquire em que ele tem seus sistemas comportamentais em desenvolvimento, absorvendo características sociais e comportamentais intraespecíficas, no entanto esse processo pode sofrer impacto negativo decorrente de estímulos externos.
Um exemplo ocorre, quando seres humanos adotam cães com menos de 60 dias de vida, isso pode ser prejudicial aos seu comportamento. Durante  seus primeiros 60 dias de vida, o cão vê em seus semelhantes o comportamento e imprime esse comportamento, caso ele seja afastado desses semelhantes, pode ser que não desenvolva  comportamentos convencionais para um cão, pois não lhe foi dado tempo suficiente para imprimir essas características. Desse modo, o animal pode refletir comportamentos semelhantes ao que lhe foram expostos através da pessoa que o adotou, como agressividade ou lentidão.